# Can Saumell (Blancafort)
Can Saumell és una obra amb elements neoclàssics de Blancafort (Conca de Barberà) inclosa a l'Inventari del Patrimoni Arquitectònic de Catalunya.

## Descripció
Can Samuell és un exemple de construcció agrícola de caràcter noble. S'aixeca sobre uns arcs de mig punt rebaixats que responen sobre unes columnes dòriques finament resoltes. Aquests arcs substitueixen el típic arc diafragmàtic de tradició gòtica que trobem en moltes construccions de la comarca. La resta de la façana és el resultat de l'adaptació d'una estructura de planta noble i assecador en dos pisos.